# Marine Corps Base Camp Pendleton

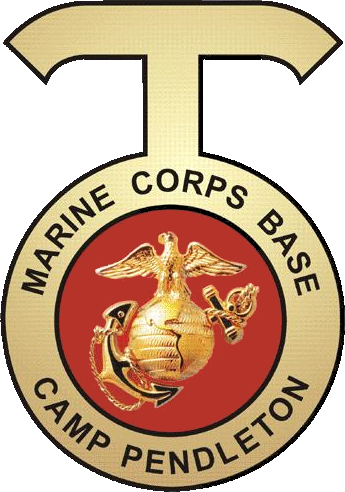
Wappen des Stützpunktes

Die Marine Corps Base Camp Pendleton (MCB Camp Pendleton) ist ein Stützpunkt des US Marine Corps zwischen Oceanside und San Clemente, nördlich von San Diego in Südkalifornien an der Pazifikküste der Vereinigten Staaten.
Der ursprüngliche Zweck bei der Errichtung im Jahre 1942 bestand darin, Marines für den Einsatz im Zweiten Weltkrieg auszubilden. Die Basis ist zu Ehren von Major General Joseph Henry Pendleton benannt, der sich lange für den Aufbau einer militärischen Infrastruktur entlang der Westküste eingesetzt hatte. Sie ist u. a. der Heimatstandort für die Fleet Marine Force im Pazifik und die I. Marine Expeditionary Force.
Camp Pendleton ist im Besitz der amerikanischen Bundesregierung, alle anderen militärischen Einrichtungen sind Besitz der entsprechenden Bundesstaaten oder Nationen und werden vom US-Militär gepachtet.

## Stationierte Verbände und Kommandoeinrichtungen
- I. Marine Expeditionary Force
- 1. US-Marineinfanteriedivision
- 1. US-Marineinfanterieregiment
- 5. US-Marineinfanterieregiment
- 11. US-Marineinfanterieregiment
- 1st Reconnaissance Battalion
- 1st Light Armored Reconnaissance Battalion
- 4th Light Armored Reconnaissance Battalion
- 1st Combat Engineer Battalion
- 3rd Assault Amphibian Battalion
- Marine Aircraft Group 39
- Marine Air Support Squadron 3, 3rd Low Altitude Air Defense Battalion, MTACS-1
- US Marine Corps School of Infantry

## Geschichte

### Zweiter Weltkrieg
In den frühen 1940er suchten die US Army und das US Marine Corps nach einem großen Stück Land zum Aufbau eines Ausbildungslagers. Während die US Army mit der Zeit das Interesse an dem Projekt verlor, wurde im Februar 1942 angekündigt, dass eine Fläche von ca. 496 km² der Rancho Santa Margarita y Los Flores zur Errichtung der größten Basis des US Marine Corps dienen sollte. Der Aufbau begann im April 1942 mit der Errichtung von Holzhäusern, da die Basis zu diesem Zeitpunkt als vorübergehender Standort konzipiert war. Nach fünfmonatiger Bauzeit marschierte das 9. US-Marineinfanterieregiment unter Colonel Lemuel C. Shepherd, Jr. von Camp Elliot in San Diego nach Camp Pendleton und rückten als erste in die neue Basis ein. Am 25. September 1942 wurde Camp Pendleton von US-Präsident Franklin D. Roosevelt offiziell in Betrieb genommen.

### Heute
Camp Pendleton umfasst heute ein Gebiet von rund 505 km². Die rund 28 km lange Strandlinie der Basis bietet einen idealen Übungsort für Übungen der amphibischen Kriegführung. Am Tage arbeiten rund 100.000 Soldaten auf dem Stützpunkt. Rekruten des nahegelegenen Marine Corps Recruit Depot San Diego werden einen Monat lang infanteristisch auf der Edson Range in Camp Pendleton ausgebildet und besuchen nach dem Abschluss der Grundausbildung die US Marine Corps School of Infantry auf dem Standortgelände.

## Verweise